# Liste der Nummer-eins-Hits in Australien (1972)
Diese Liste enthält alle Nummer-eins-Hits in Australien im Jahr 1972. Es gab in diesem Jahr 15 Nummer-eins-Singles und acht Nummer-eins-Alben.
| Singles | Alben |
| --- | --- |
| - John Lennon – Imagine - 5 Wochen (27. Dezember 1971 – 30. Januar 1972) - David Cassidy – Cherish - 2 Wochen (31. Januar – 13. Februar) - Benny Hill – Ernie (The Fastest Milkman in the West) - 2 Wochen (14. Februar – 27. Februar) - Melanie – Brand New Key - 1 Woche (28. Februar – 5. März) - Don McLean – American Pie - 5 Wochen (6. März – 9. April) - Nilsson – Without You - 5 Wochen (10. April – 14. Mai) - The Pipes and Drums and Military Band of the Royal Scots Dragoon Guards – Amazing Grace - 5 Wochen (15. Mai – 18. Juni) - Roberta Flack – The First Time Ever I Saw Your Face - 2 Wochen (19. Juni – 2. Juli) - Dr. Hook & the Medicine Show – Sylvia’s Mother - 3 Wochen (3. Juli – 23. Juli) - Donny Osmond – Puppy Love - 6 Wochen (24. Juli – 3. September) - Wayne Newton – Daddy Don't You Walk So Fast - 6 Wochen (4. September – 24. September) - Gary Glitter – Rock and Roll Part 2 - 1 Woche (25. September – 1. Oktober) - Blackfeather – Boppin’ the Blues - 2 Wochen (2. Oktober – 15. Oktober) - Hot Butter – Popcorn - 8 Wochen (16. Oktober – 10. Dezember) - Michael Jackson – Ben - 8 Wochen (11. Dezember – 4. Februar 1973) | - Cat Stevens – Teaser and the Firecat - 5 Wochen (5. Dezember 1971 – 10. Januar 1972, insgesamt 15 Wochen) - John Lennon – Imagine - 2 Wochen (11. Januar – 23. Januar) - Cat Stevens – Teaser and the Firecat - 10 Wochen (24. Januar – 2. April, insgesamt 15 Wochen) - Don McLean – American Pie - 10 Wochen (3. April – 9. Juni) - Neil Young – Harvest - 1 Woche (19. April – 25. Juni) - Deep Purple – Machine Head - 2 Wochen (26. Juni – 9. Juli) - Jethro Tull – Thick as a Brick - 11 Wochen (10. Juli – 24. September) - Slade – Slade Alive! - 4 Wochen (25. September – 22. Oktober, insgesamt 12 Wochen) - Cat Stevens – Catch Bull at Four - 4 Wochen (23. Oktober – 10. Dezember) - Slade – Slade Alive! - 8 Wochen (11. Dezember 1972 – 4. Februar 1973, insgesamt 12 Wochen) |